# Richard Sohl
Richard Sohl, rodným jménem Richard Arthur Sohl (26. května 1953 – 3. června 1990) byl americký rockový hudebník. V letech 1974 až 1977 a znovu v roce 1979 byl členem doprovodné skupiny zpěvačky Patti Smith. Nahrál s ní alba Horses (1975), Radio Ethiopia (1976), Wave (1979) a hrál také v jedné písni na albu Easter (1978). V roce 1988 se Patti Smith vrátila na hudební scénu a vydala album Dream of Life, na kterém hrál i Sohl. V roce 1981 hrál na albu Une nouvelle vie francouzské skupiny Modern Guy. Rovněž hrál na několika albech písničkáře Elliotta Murphyho.